# Список фильмов, выпущенных New Line Cinema
Ниже представлен список фильмов собственного или совместного производства американской кинокомпании «New Line Cinema», а также распространяемых ею.

## Фильмы

### 1960-е

#### 1967
- Конец августа в отеле Озон (1967)
- Волшебное таинственное путешествие (1967)

### 1970-е

#### 1972
- Дракула, год 1972 (1972)
- Розовый фламинго  (1972)

### 1980-е
- Зловещие мертвецы (1982)
- Кошмар на улице Вязов (1984)
- Кошмар на улице Вязов 2: Месть Фредди (1985)
- Зубастики (1986)

#### 1987
- Кошмар на улице Вязов 3: Воины сна (1987)
- Скрытый враг (1987)

#### 1988
- Кошмар на улице Вязов 4: Повелитель сна (1988)
- Пригоршня праха (1988)
- Лак для волос (1988)
- Телефон дьявола (1988)

#### 1989
- Все захваты разрешены (1989)
- Пища богов 2 (1989)
- Кошмар на улице Вязов 5: Дитя сна (1989)

### 1990-е

#### 1990
- Кожаное лицо: Техасская резня бензопилой 3 (1990)
- Состояние сердца (1990)
- Черепашки-ниндзя (1990)
- Врубай на полную катушку (1990)

#### 1991
- Гайвер (1991)
- Черепашки-ниндзя II: Тайна изумрудного зелья (1991)
- Тусуясь со своими (1991)
- Вредный Фред (1991)
- Фредди мёртв. Последний кошмар (1991)
- Мой личный штат Айдахо (1991)
- Коммандо из пригорода (1991)

#### 1992
- Газонокосильщик (1992)
- Под прикрытием (1992)
- Год кометы (1992)
- Дорожные небылицы (1992)
- Большие девочки не плачут… они дают сдачи (1992)
- Ядовитый плющ (1992)
- Чуткий сон (1992)
- Медовый месяц в Лас-Вегасе (1992)
- Твин Пикс: Сквозь огонь (1992)
- Провод под током (1992)
- Плыви по течению (1992)
- Мистер субботний вечер (1992)
- Американцы (1992)
- Джонни-зубочистка (1992)
- Зубастики 4 (1992)
- Ущерб (1992)

#### 1993
- Заряженное оружие (1993)
- Эмос и Эндрю (1993)
- Черепашки-ниндзя 3 (1993)
- Кто этот тип? (1993)
- Три сердца (1993)
- Чрезмерное насилие (1993)
- Угроза обществу (1993)
- Последняя пятница. Джейсон отправляется в ад
- Ниндзя-сёрферы (1993)
- Нужные вещи (1993)
- Готова на всё (1993)
- Геттисберг (1993)
- Мистер няня (1993)
- Лучший друг человека (1993)
- Джош и Сэм (1993)

#### 1994
- Домашняя вечеринка 3 (1994)
- Мгновение ока (1994)
- 8 секунд (1994)
- Неприятности с обезьянкой (1994)
- Над кольцом (1994)
- Игра на выживание (1994)
- Бесконечное лето 2 (1994)
- Норт (1994)
- Маска (1994)
- Коррина, Коррина (1994)
- Кошмар на улице Вязов 7: Новый кошмар (1994)
- Принцесса-лебедь (1994)
- Тупой и ещё тупее (1994)
- Безопасный проход (1994)

#### 1995
- Вой 7: Восход новой луны (1995)
- В пасти безумия (1995)
- Давилка (1995)
- Дон_Жуан_де_Марко'' (1995)
- Дневники баскетболиста (1995)
- Пятница (1995)
- Моя семья (1995)
- Маленькая Одесса (1995)
- Смертельная битва (1995)
- Большое путешествие' (1995)
- Ангус (1995)
- Семь (1995)
- Дельта Венеры (1995)
- Время от времени (1995)

#### 1996
- Газонокосильщик 2: За пределами киберпространства (1996)
- Кровать роз (1996)
- Пирог в небе (1996)
- Разборка в Бронксе (1996)
- Верность (1996) (дистрибуция)
- Тонкая грань между любовью и ненавистью (1996)
- Пленники небес (1996)
- Приключения Буратино (1996)
- Остров доктора Моро (1996)
- Ненормальный (1996)
- Чувствуя Миннесоту (1996)
- Герой-одиночка (1996)
- Луговая арфа (1996)
- Долгий поцелуй на ночь (1996)
- Нормальная жизнь (1996)
- Пуля (1996) (сов. с Village Roadshow Pictures)
- Ночь и мать (1996)
- Вызов (1996)
- В любви и войне (1996)

#### 1997
- Смертельная битва 2: Истребление (1997)
- Плутовство (1997)
- Спаун (1997)
- Особо опасный преступник (1997)

#### 1998
- Плезантвиль (1998)
- Час пик (1998)
- Затерянные в космосе (1998)
- Блэйд (1998)

### 2000-е

#### 2000
- Пункт назначения (2000)
- Радиоволна (2000)
- Клетка
- Следующая пятница
- Бойлерная
- Цена славы
- Любовь и баскетбол
- Выживающий рай
- Заблудшие души

#### 2001
- Вышибалы
- Властелин колец: Братство кольца
- Час пик 2
- Кокаин
- Джейсон Х

#### 2002
- Джон Кью
- Блэйд 2
- Властелин колец: Две крепости
- Любовь, сбивающая с ног
- Симона
- Пункт назначения 2

#### 2003
- Властелин колец: Возвращение короля
- Как быть
- Фредди против Джейсона
- Техасская резня бензопилой
- Подержанные львы

#### 2004
- Дневник памяти (англ. The Notebook), режиссёр Ник Кассаветис
- Сотовый (фильм) (англ. Cellular), режиссёр Дэвида Р. Эллиса
- Эффект бабочки

#### 2005
- Сын Маски
- Новый свет

#### 2006
- Чёрное Рождество
- Пункт назначения 3
- Держи ритм

#### 2007
- Беги, толстяк, беги
- Золотой компас
- Час пик 3
- Лак для волос
- Пристрели их

#### 2008
- Перемотка
- Путешествие к центру земли
- Секс в большом городе
- Жена путешественника во времени

#### 2009
- Папе снова 17
- Пункт назначения 4
- Пятница, 13-е
- Мой ангел-хранитель

### 2010-е

#### 2010
- День святого Валентина

#### 2011
- Несносные боссы
- Пункт назначения 5
- Безбрачная неделя

#### 2012
- Хоббит: Нежданное путешествие

#### 2013
- Мы — Миллеры
- Хоббит: Пустошь Смауга
- Джек — покоритель великанов

#### 2014
- Хоббит: Битва пяти воинств

#### 2017
- Оно

#### 2018
- Кошки-мышки
- Рэмпейдж
- Проклятие монахини

#### 2019
- Шазам!
- Оно, Часть 2
- Проклятие Аннабель 3

### 2020-е

#### 2025
- Пункт назначения: Узы крови

#### 2026
- Мумия